# Loddby
Loddby är en bebyggelse i Norrköpings kommun, Kvillinge socken sex kilometer norr om Norrköping. Samhället ligger vid Motala ströms och Pjältåns utlopp i Bråviken. I närheten passerar E4, riksväg 55 samt järnvägen Norrköping-Katrineholm.

## Historia
Loddby herrgård brändes ner av ryssarna 1719 men återuppbyggdes i sin nuvarande utformning under 1760-talet.
År 1897 beslutade Holmens Bruks och Fabriks AB att bygga en sulfitfabrik i Loddby, vid Motala ströms utlopp. Några år senare öppnades fabriken, Loddby massafabrik. I området byggde Holmen hus för de anställda, alla röda trähus med vita knutar. 1921 grundades Loddby bollklubb och 1938 invigdes idrottsplatsen. Klubben bytte senare namn till Loddby IF.
Omkring 1910 fick Loddby en obemannad hållplats vid järnvägen där i första hand lokala tåg mellan Norrköping och Graversfors stannade. Hållplatsen användes endast under några decennier. 
Enligt Järnvägsdata sid.111 användes hållplatsen till 18 juni 1973. Lokaltågen trafikerade även sträckan Norrköping-Krokek med hållplatser som Karlsro-Herstadberg-Loddby-Åby-Bråvalla-Sikudden-Getå-Porsgata.
Den 19 februari 1977 stängdes fabriken och husen såldes till de boende. Alla fabriksbyggnader är rivna utom fabrikens elstation.  Under 1980-talet byggdes det till ytterligare friliggande villor i Loddby. Marken där fabriken låg är fortfarande förgiftad och botten på Motala ström vid Loddby är fortfarande död på grund av alla kemikalier från tillverkningen. Under 2006 inleddes provtagningar av marken för att fastställa om det i framtiden kommer att bli möjligt att bygga nya villor på det gamla fabriksområdet.
2004 påbörjades första etappen av en arkeologisk utredning.

### Befolkningsutveckling
| Befolkningsutvecklingen i Loddby 1990–2015                               | Befolkningsutvecklingen i Loddby 1990–2015 | Befolkningsutvecklingen i Loddby 1990–2015 | Befolkningsutvecklingen i Loddby 1990–2015 | Befolkningsutvecklingen i Loddby 1990–2015 |
| ------------------------------------------------------------------------ | ------------------------------------------ | ------------------------------------------ | ------------------------------------------ | ------------------------------------------ |
|                                                                          |                                            |                                            |                                            |                                            |
| År                                                                       |                                            |                                            | Folkmängd                                  | Areal (ha)                                 |
| 1990                                                                     | 1990                                       |                                            | 192                                        | 12#                                        |
| 1995                                                                     | 1995                                       |                                            | 213                                        | 19                                         |
| 2000                                                                     | 2000                                       |                                            | 210                                        | 19                                         |
| 2005                                                                     | 2005                                       |                                            | 199                                        | 13#                                        |
| 2010                                                                     | 2010                                       |                                            | 176                                        | 13#                                        |
| 2015                                                                     | 2015                                       |                                            | 189                                        | 16#                                        |
| Anm.: Ny tätort 1995. Ej tätort 2005. Hopväxt med Åby 2023 # Som småort. |                                            |                                            |                                            |                                            |